# Burnham (Illinois)
Burnham è un comune degli Stati Uniti d'America, situato in Illinois, nella contea di Cook.